# 未
未是地支之一，通常當為地支的第八位，其前為午、其後為申。未月从小暑（公历7月7±1日）当日开始到立秋（公历8月8±1日）前一天为止，大致為農曆六月，未時為二十四小時制的13:00至15:00，在方向上指西南偏南。五行裡未代表土，陰陽學說裡未為陰。
未有滋味之意，因此亦指植物的果實成熟後具有滋味的狀態。在後世，人們為了便於記憶，因此將每一地支順序對應每一生肖，所以未與十二生肖的羊搭配，在二十八宿的對應是鬼宿（鬼金羊）。

## 含未的干支
- 辛未
- 癸未
- 乙未
- 丁未
- 己未